# Copa do Mundo de Rugby Sevens de 2001

## Grupo A
- Russia         14   Kenya            7
- Korea          19   Ireland         19
- Argentina      33   Ireland         12
- Korea          33   Russia           5
- Fiji           52   Kenya            7
- Russia         28   Ireland          5
- Argentina      36   Kenya            7
- Fiji           33   Korea            7

| Seleção       | Vitórias | Empates | Derrotas | Pontos a favor | Pontos contra | Pontos |
| ------------- | -------- | ------- | -------- | -------------- | ------------- | ------ |
| Fiji          |          |         |          |                |               |        |
| Argentina     |          |         |          |                |               |        |
| Coréia do Sul |          |         |          |                |               |        |
| Rússia        |          |         |          |                |               |        |
| Irlanda       |          |         |          |                |               |        |
| Quênia        |          |         |          |                |               |        |

## Grupo B
- Canada         20   Georgia          7
- France         35   Taipei           0
- Cook Islands   26   Taipei           7
- France         17   Canada          12
- South Africa   24   Georgia         12
- Canada         55   Taipei           7
- Cook Islands   19   Georgia          0
- South Africa   19   France           0

| Seleção       | Vitórias | Empates | Derrotas | Pontos a favor | Pontos contra | Pontos |
| ------------- | -------- | ------- | -------- | -------------- | ------------- | ------ |
| África do Sul |          |         |          |                |               |        |
| Canadá        |          |         |          |                |               |        |
| Ilhas Cook    |          |         |          |                |               |        |
| Geórgia       |          |         |          |                |               |        |
| França        |          |         |          |                |               |        |
| Taiwan        |          |         |          |                |               |        |

## Grupo C
- Japan           7   Chile            5
- Zimbabwe        7   Spain           28
- England        24   Japan            7
- New Zealand    33   Chile            0
- Japan          12   Spain            7
- Zimbabwe       12   Chile           19
- New Zealand    17   England          7

| Seleção       | Vitórias | Empates | Derrotas | Pontos a favor | Pontos contra | Pontos |
| ------------- | -------- | ------- | -------- | -------------- | ------------- | ------ |
| Nova Zelândia |          |         |          |                |               |        |
| Inglaterra    |          |         |          |                |               |        |
| Espanha       |          |         |          |                |               |        |
| Japão         |          |         |          |                |               |        |
| Chile         |          |         |          |                |               |        |
| Zimbábue      |          |         |          |                |               |        |

## Grupo D
- Portugal       26   Hong Kong        0
- Wales          19   U.S.             0
- Australia      38   Portugal         0
- Samoa          21   Hong Kong       12
- Portugal       15   U.S.            20
- Wales          26   Hong Kong       12
- Samoa          12   Australia       34

| Seleção        | Vitórias | Empates | Derrotas | Pontos a favor | Pontos contra | Pontos |
| -------------- | -------- | ------- | -------- | -------------- | ------------- | ------ |
| Austrália      |          |         |          |                |               |        |
| Samoa          |          |         |          |                |               |        |
| País de Gales  |          |         |          |                |               |        |
| Estados Unidos |          |         |          |                |               |        |
| Portugal       |          |         |          |                |               |        |
| Hong Kong      |          |         |          |                |               |        |

## Quartas de final
- Fiji 21-5 Canadá
- Austrália 33-5 Inglaterra
- Argentina 14-12 África do Sul
- Nova Zelândia 45-7 Samoa

## Semi-final
- Australia 22-14 Fiji
- Nova Zelândia 31-7 Argentina

## Final
- Nova Zelândia 31-12 Austrália